# Floribert N’Galula
Floribert N’Galula Mbuyi (ur. 7 marca 1987 w Brukseli) – belgijski piłkarz pochodzenia kongijskiego występujący na pozycji pomocnika. Jego brat Gabriel N'Galula, również był piłkarzem.

## Kariera
Jako junior N’Galula grał w Anderlechcie i Manchesterze United. Następnie był graczem zespołów Randers FC, Sparta Rotterdam, Maccabi Petach Tikwa oraz D.C. United, jednak w barwach żadnego z nich, nie zagrał w meczu ligowym. W październiku 2010 przeszedł do niemieckiego Wedeler TSV, grającego w Oberlidze Hamburg (V liga) i to tam rozegrał pierwsze ligowe spotkania. Następnie przeszedł do fińskiego klubu Turun Palloseura. W Veikkausliidze zadebiutował 6 maja 2011 w wygranym 2:0 meczu z HJK. Do lipca 2011 w lidze fińskiej zagrał w 16 meczach.
Na początku sierpnia 2011 odszedł do belgijskiego OH Leuven. W Eerste klasse pierwszy mecz rozegrał 13 sierpnia 2011 przeciwko Club Brugge (0:1). W OH Leuven spędził sezon 2011/2012, podczas którego rozegrał tam 18 ligowych spotkań. Następnie nie występował już w żadnym klubie.